# 劉士驥 (明朝)
劉士驥（？—？），字允良，号祝陽，山东济南府禹城縣人，明朝政治人物。

## 生平
萬曆十三年（1585年）考中乙酉科舉人，萬曆三十二年（1604年）考中甲辰科进士，後來擔任翰林院庶吉士，並晉升為检讨，他的著作有《蟋蟀軒草》。後來以母親老邁為由告老還鄉。清朝順治五年入祀乡贤祠。

## 家族
父刘中立，陕西按察使。